# Реакция Молиша
Реакция Молиша — качественная реакция на наличие углеводов в растворе.

Реакция Молиша на примере глюкозы. Образующийся в результате дегидратации 5-гидроксиметилфурфурол реагирует с α-нафтолом в кислой среде и получается фиолетовое соединение.

## Описание
Сообщение об открытой им реакции опубликовал в 1886 году австрийский ботаник Ганс Молиш. Это очень чувствительный тест на углеводы, основанный на дегидратации углевода серной кислотой с превращением его в альдегид, который реагирует с двумя молекулами фенола — α-нафтола, резорцина или тимола — с образованием красного или фиолетового соединения.
Для проведения реакции сначала исследуемый раствор (например, 1 мл воды с растворенными в ней несколькими кристалликами сахара) смешивают в пробирке с небольшим количеством спиртового раствора α-нафтола, резорцина или тимола (например, парой капель спиртового раствора резорцина). После перемешивания пробирку несколько наклоняют и по её стенке наливают небольшое количество (например, 2 мл) концентрированной серной кислоты, после чего возвращают в вертикальное положение. При этом кислота ввиду своей большей, чем у воды, плотности опускается на дно — располагается в виде слоя под слоем исследуемого раствора. Если реакция Молиша положительная, между слоями кислоты и исследуемого вещества образуется красное или фиолетовое кольцо.
Все углеводы — моносахариды, дисахариды и полисахариды — дают положительную реакцию Молиша, как и нуклеиновые кислоты и гликопротеины, поскольку все эти соединения подвергаются гидролизу сильной кислотой, превращаясь в моносахариды. Пентоза затем дегидратируется с превращением в фурфурол, а гексоза — в 5-гидроксиметилфурфурол. Оба этих альдегида, если они присутствуют, конденсируются с двумя молекулами фенола и образуют красное или фиолетовое соединение.